# Igé (Saône-et-Loire)
Igé is een gemeente in het Franse departement Saône-et-Loire (regio Bourgogne-Franche-Comté). De plaats maakt deel uit van het arrondissement Mâcon. Igé telde op 1 januari 2022 890 inwoners.

## Geografie
Igé ligt in regio Zuid Bourgogne in de Maconnais. De oppervlakte van Igé bedroeg op 1 januari 2022 14,61 vierkante kilometer; de bevolkingsdichtheid was toen 60,9 inwoners per km², 275 ha is wijnvelden en 600 ha is bos. De druivensoorten zijn: Chardonnay, Gamay, Pinot Noir en Aligoté.

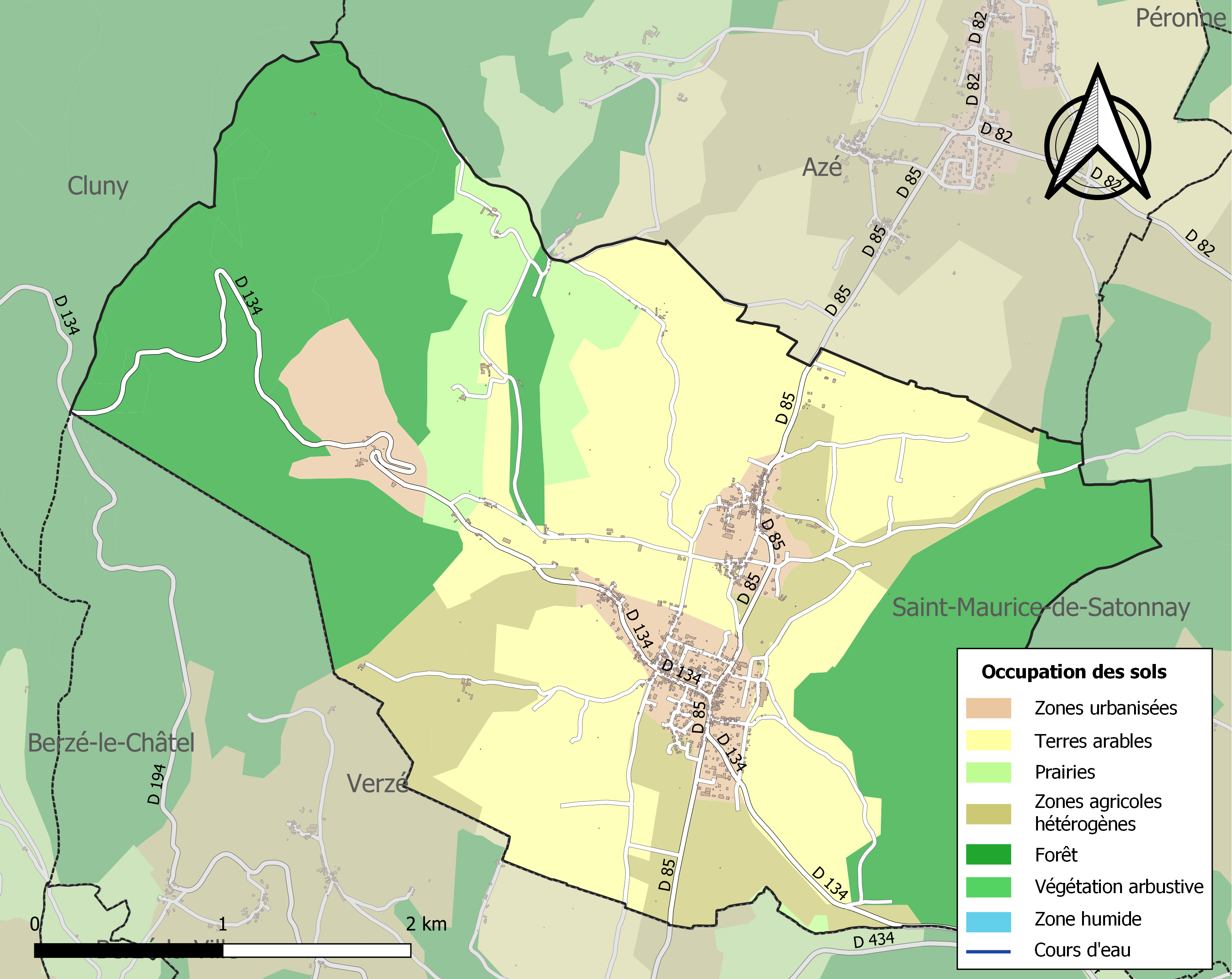
Kaart van de gemeente met de belangrijkste infrastructuur, bodemgebruik en omliggende gemeenten

## Demografie
Onderstaande figuur toont het verloop van het inwonertal (bron: INSEE-tellingen).